# Alamance
Alamance est un village américain situé dans le comté d'Alamance, dans l'État de Caroline du Nord. En 2010, sa population était de 951 habitants.

## Démographie
| 1980 | 1990 | 2000 | 2010 | - | - |
| ---- | ---- | ---- | ---- | - | - |
| 320  | 258  | 310  | 951  | - | - |

## Source de la traduction
- (en) Cet article est partiellement ou en totalité issu de l’article de Wikipédia en anglais intitulé « Alamance, North Carolina » (voir la liste des auteurs).

1. ↑  (en) « Statistiques des États-Unis - Profils des communautés de 2010 » (consulté en novembre 2020)